# Vittorio Marzotto
Vittorio Marzotto, né le 13 juin 1922 à Valdagno et décédé le 4 février 1999 (à  76 ans), est un pilote automobile italien essentiellement spécialiste de courses sur circuits, à bord de voitures de Sport Grand Tourisme. 

## Biographie
Sa carrière en compétition s'étale entre 1948 et 1955. Il est le frère ainé d'autres coureurs automobiles "gentlemen drivers" des années 1950, prénommés Giannino, Paolo, et Umberto.
Il remporte le Grand Prix automobile de Monaco 1952, seule saison où cette épreuve exclut les monoplaces, au profit des SportsCars. Il s'impose alors comme pilote privé sur Ferrari 225 S. 
Un an auparavant, il a déjà gagné le Tour de Sicile, sur une 212 export avec Paolo Fontana, Ferrari lui permettant cette année-là de terminer également en l'espace de deux semaines deuxième de la Coupe de Toscane (sur 340 America), et au Circuit de Porto (sur 212 export). 
En 1954, il est encore deuxième des Mille Miglia avec une Ferrari 500 Mondial. 
Sa dernière bonne performance est une 6e place au tour de Sicile 1955.